# Ласоваць Брдо
45°52′ пн. ш. 17°04′ сх. д. / 45.86° пн. ш. 17.06° сх. д.
Ласоваць Брдо (хорв. Lasovac Brdo) — населений пункт у Хорватії, у Б'єловарсько-Білогорській жупанії у складі громади Шандроваць.

## Населення
Населення за даними перепису 2011 року становило 9 осіб.
Динаміка чисельності населення поселення: